# Saint Thomas, Barbados
Saint Thomas este una din cele unsprezece parohii ale statului caraibian Barbados. Se află în mijlocul insulei, fiind una dintre cele două parohii care nu au deschidere la ocean.

## Obiective turistice
- Clifton Hill Moravian Church
- Sharon Moravian Church
- Harrison's Cave

## Parohiile vecine
- Saint Andrew - Nord-est
- Saint George - Sud-est
- Saint James - Vest
- Saint Joseph - Est
- Saint Michael - Sud-vest